# Omalodes mendax
Omalodes mendax är en skalbaggsart som beskrevs av Sylvain Auguste de Marseul 1861. Omalodes mendax ingår i släktet Omalodes och familjen stumpbaggar. Inga underarter finns listade i Catalogue of Life.